# Wola Pawłowska (condado de Ciechanów)
Wola Pawłowska es un pueblo de Polonia, en Mazovia.  Se encuentra en el distrito (Gmina) de Ciechanów, perteneciente al condado (Powiat) de Ciechanów. Se encuentra aproximadamente a 9 km al noroeste de Ciechanów, y a 83 km  al noroeste de Varsovia. 
Entre 1975 y 1998 perteneció al voivodato de Ciechanów.